# Dionysia Alexandrī
Dionysia Alexandrī (in greco Διονυσία Αλεξανδρή?; Atene, 24 ottobre 1989) è una cestista greca.

## Carriera
Con la Grecia ha disputato i Campionati europei del 2021.